# Siparuna cymosa
Siparuna cymosa là một loài thực vật có hoa trong họ Siparunaceae. Loài này được Tolm. miêu tả khoa học đầu tiên năm 1921.